# Santa María la Blanca
Santa María la Blanca és un temple a la ciutat espanyola de Toledo. Construït l'any 1180 com a sinagoga i, havent funcionat com a tal durant 211 anys, va ser expropiada i transformada en església com a conseqüència del pogrom de 1391. Avui dia l'edifici pertany a l'Església catòlica, però no s'hi realitza culte. Es troba obert al públic i funciona com a museu o centre on es desenvolupen activitats tant culturals com a educatives.

## Arquitectura
Construït el 1180 (segons testimonia la inscripció visible en una de les seves bigues), aquest edifici mudèjar posseeix cinc naus separades per pilars sobre els quals descansen arcs de ferradura. Si bé existeix cert contrast entre la sobrietat de l'exterior de la sinagoga i el seu elaborat interior, l'edifici presenta no poca austeritat. Conforme a la tradició oriental, el mateix 'viu' cap a l'interior. Aquesta sinagoga va tenir considerable influència sobre altres sinagogues espanyoles; tal és el cas, per exemple, de la sinagoga de Segòvia.
Es tracta d'una construcció mudèjar, creada per picapedrers musulmans. Els seus elements d'arquitectura inclouen parets blanques i llises, fetes de maó, arcs de ferradura i pilars octogonals, decoració geomètrica als frisos i vegetal als capitells dels pilars. Totes aquestes característiques i la distribució dels espais, amb les seves naus formades per una successió d'arcs de ferradura suportats per pilars, tendeixen a recordar la tipologia pròpia d'una mesquita. L'articulació interior i estil morisc de Santa María la Blanca han servit de model per a importants sinagogues europees i americanes del segle xix.
Els 32 pilars d'aquest temple són de maó recobert amb ciment i calç. Ornats de pinyes i volutes, els seus capitells denoten influència de l'art romànic. Per sobre dels arcs de ferradura preval l'ornamentació abstracta en frisos horitzontals que inclou motllures amb delicats motius basats en la interacció de línies i medallons. Els entrellaçats geomètrics formats per les línies són d'origen almohade.

## Història
El 1260 la comunitat jueva de Toledo obtingué un permís extraordinari del rei Alfons el Savi per a reconstruir «la major i més bella sinagoga d'Espanya», oposant-se així a una butlla del papa Innocenci IV. L'edifici fou erigit en territori cristià (Regne de Castella) per constructors musulmans i tingué com a realitzador i finançador la comunitat jueva de Toledo, representada per Yosef ben Shoshan. Un cop acabat l'edifici fou anomenat «Sinagoga Major» perquè era el principal centre de culte hebreu a Toledo. Ja des dels seus orígens, aquell temple formava part de les deu sinagogues toledanes considerades per Yehuda ben Shlomo al-Jarizi als seus escrits del segle xii:
| « | castellà Vine a la extensa ciudad de Toledo, capital del reino, que está revestida del encanto de la dominación y ornada con las ciencias, mostrando a los pueblos y príncipes su belleza. […] ¡Cuántas sinagogas hay en ella de belleza incomparable! Allí toda el alma alaba al Señor. | traducció al català Vaig venir a l'extensa ciutat de Toledo, capital de el regne, que està revestida de l'encant de la dominació i ornada amb les ciències, mostrant als pobles i prínceps la seva bellesa. […] Quantes sinagogues hi ha en ella de bellesa incomparable! Allà tota l'ànima lloa el Senyor | » |

Durant anys els hebreus van acudir a la Sinagoga Major per orar i estudiar la Bíblia, per això va ser interromput per l'assalt al barri jueu el 1355 i matances en 1391, ocasionats pels incendiaris discursos de Fernando Martínez, ardiaca d'Écija. En el context de la campanya de predicació de sant Vicent Ferrer l'edifici va ser convertit en església de l'orde de Calatrava sota la advocació de la Verge el 1411 i, des de llavors, es denominà «Església de Santa María la Blanca». El 1550 el cardenal Siliceo la va transformar en un beateri per a dones públiques penedides. De llavors data el retaule de l'escola de Berruguete, obra de Juan Bautista Vázquez el Vell i Nicolás Vergara el Vell. Les transformacions en la capçalera de l'edifici són d'aquesta època i van estar a càrrec de l'arquitecte Alonso de Covarrubias. Entre 1600 i 1701 l'edifici va romandre desocupat. Durant el segle xviii va ser caserna de les tropes de la guarnició de Toledo. Amb la invasió napoleònica de principis del segle xix va ser convertit en dipòsit. A mitjan mateix segle fou declarat monument nacional i, després de la Guerra Civil espanyola, un reial decret del govern el cedí a l'Església catòlica. Amb tot, no és per res inusual referir-se a aquest edifici com la «Sinagoga de Santa María la Blanca».

## Galeria

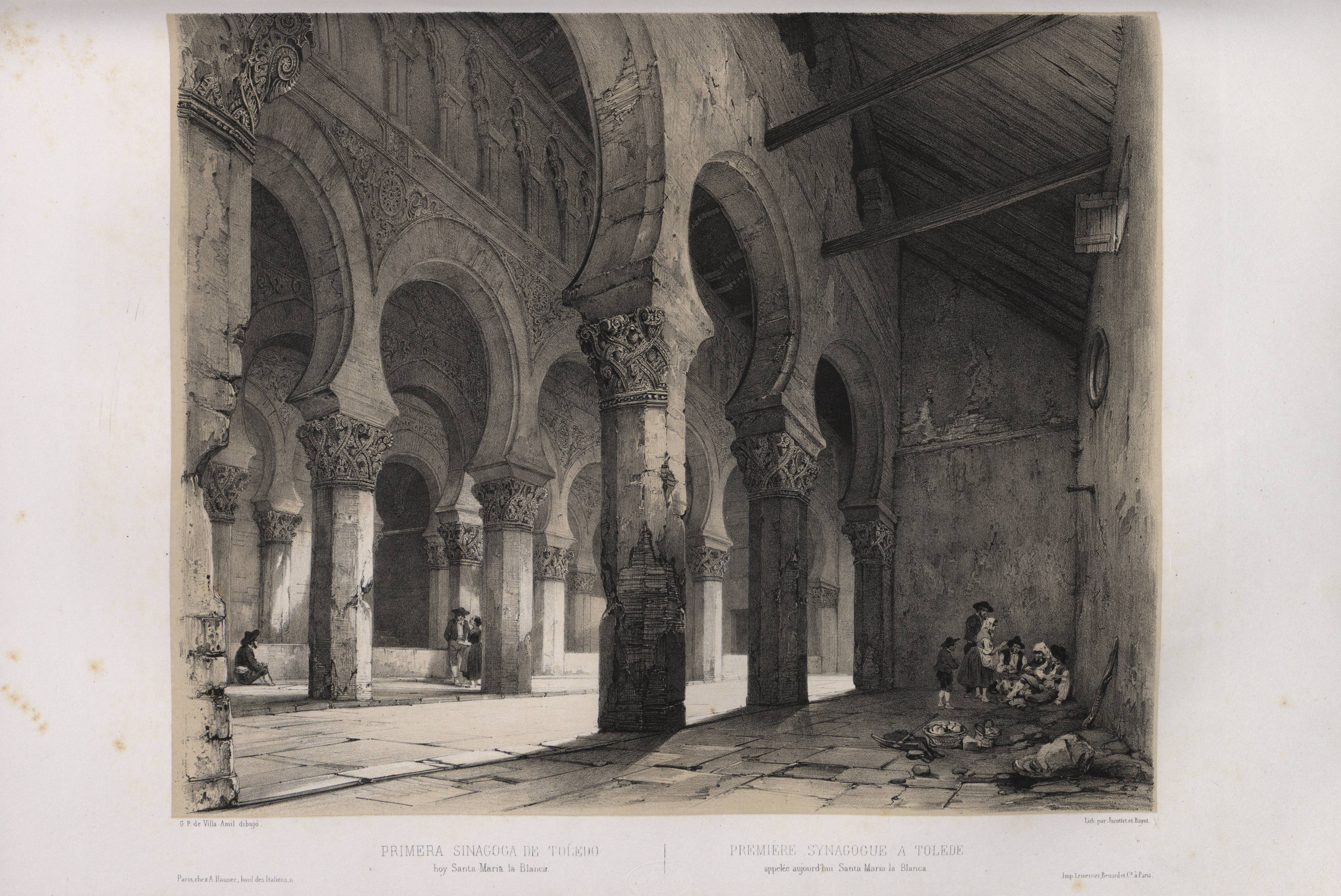
Santa María la Blanca al primer volum d'Espanya artística i monumental (1842). Litografia a partir de dibuix de Genaro Pérez de Villaamil.
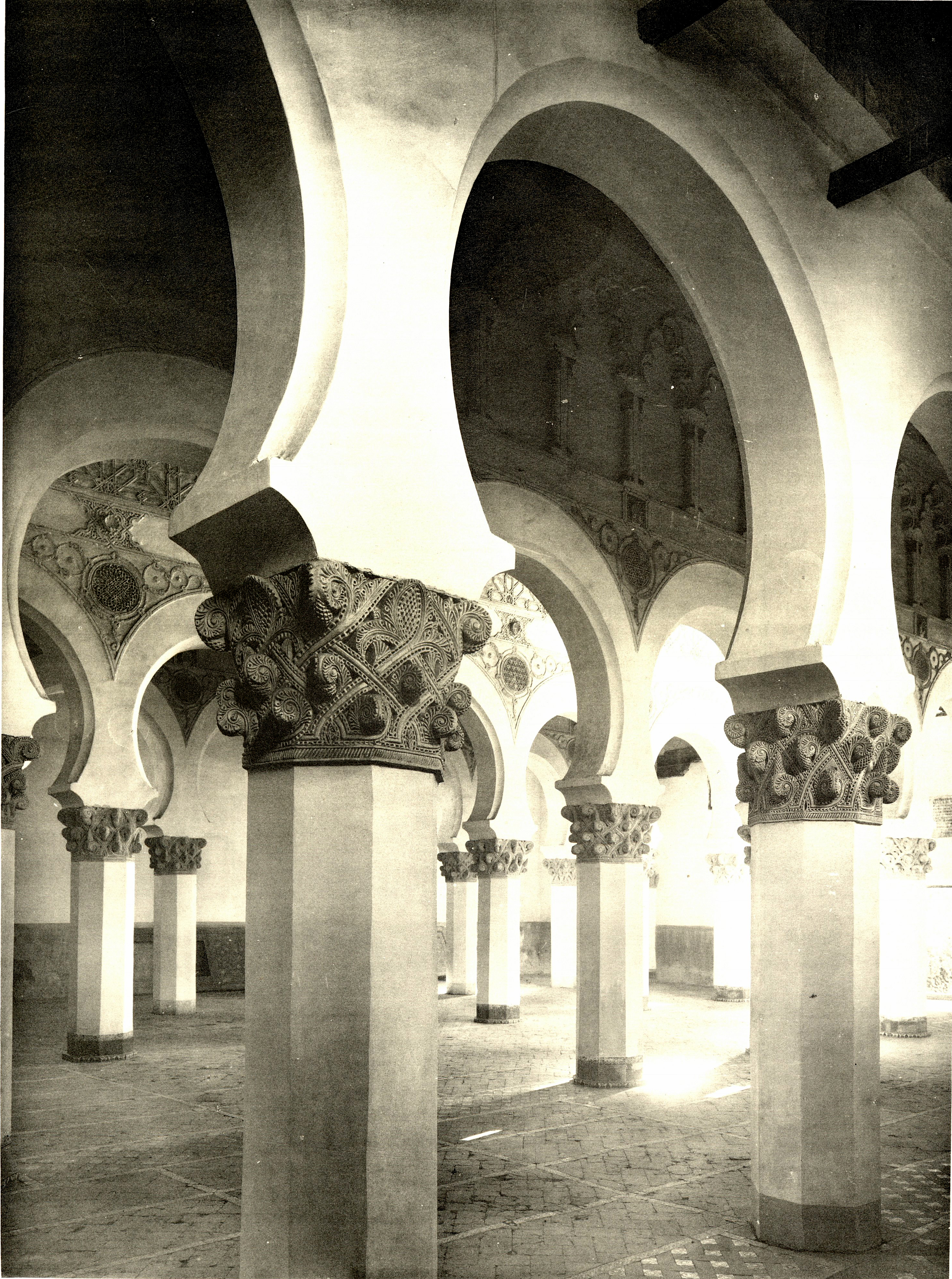
Santa María la Blanca, heliografia del 1889
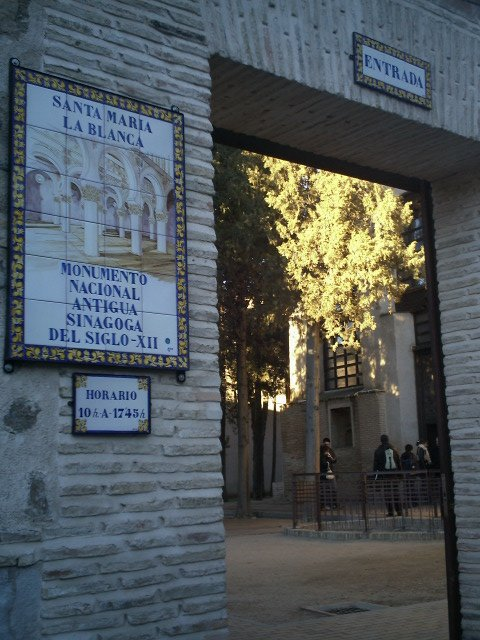
Entrada a la Sinagoga de Toledo
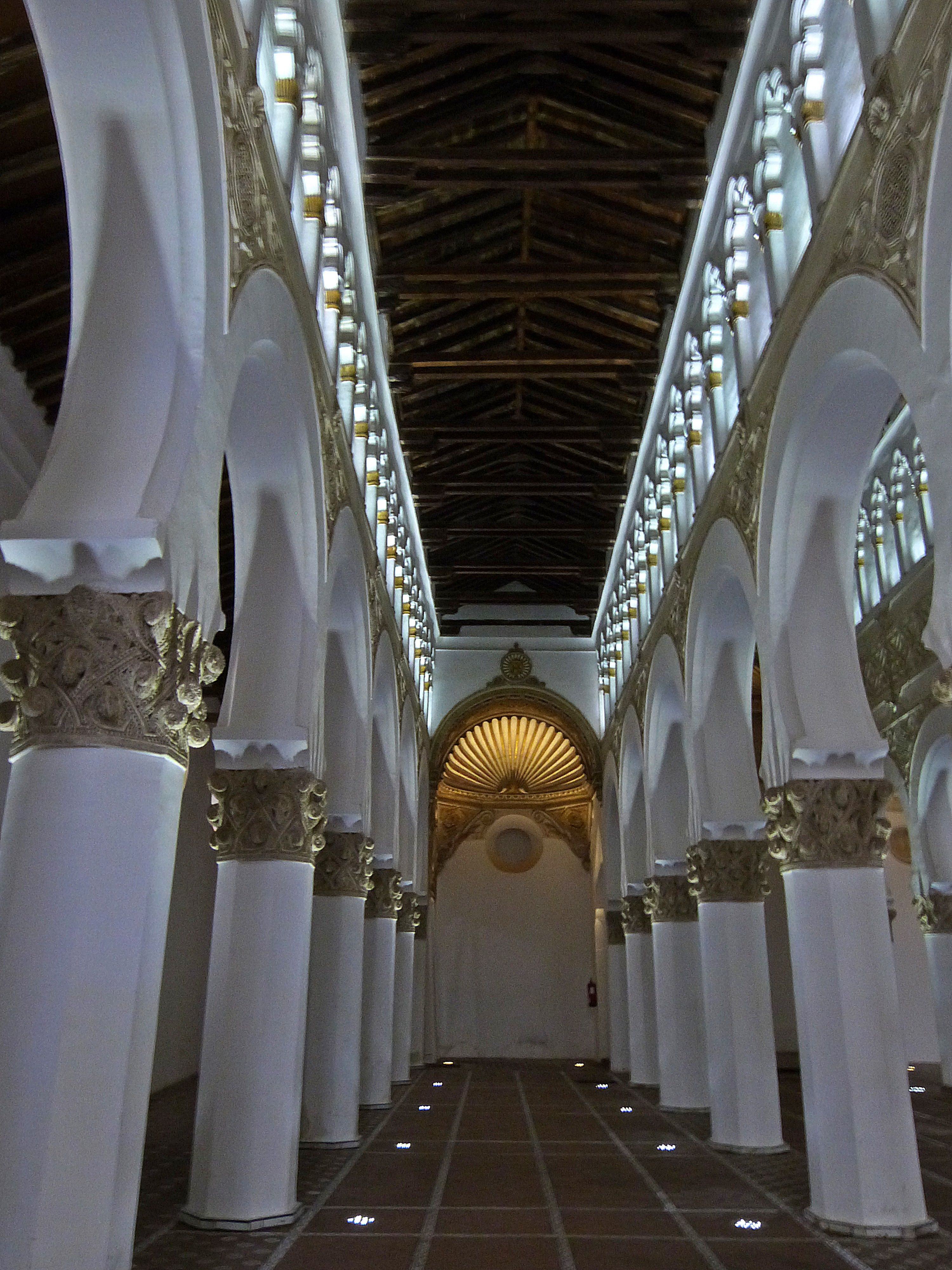
Nau de Santa María la Blanca
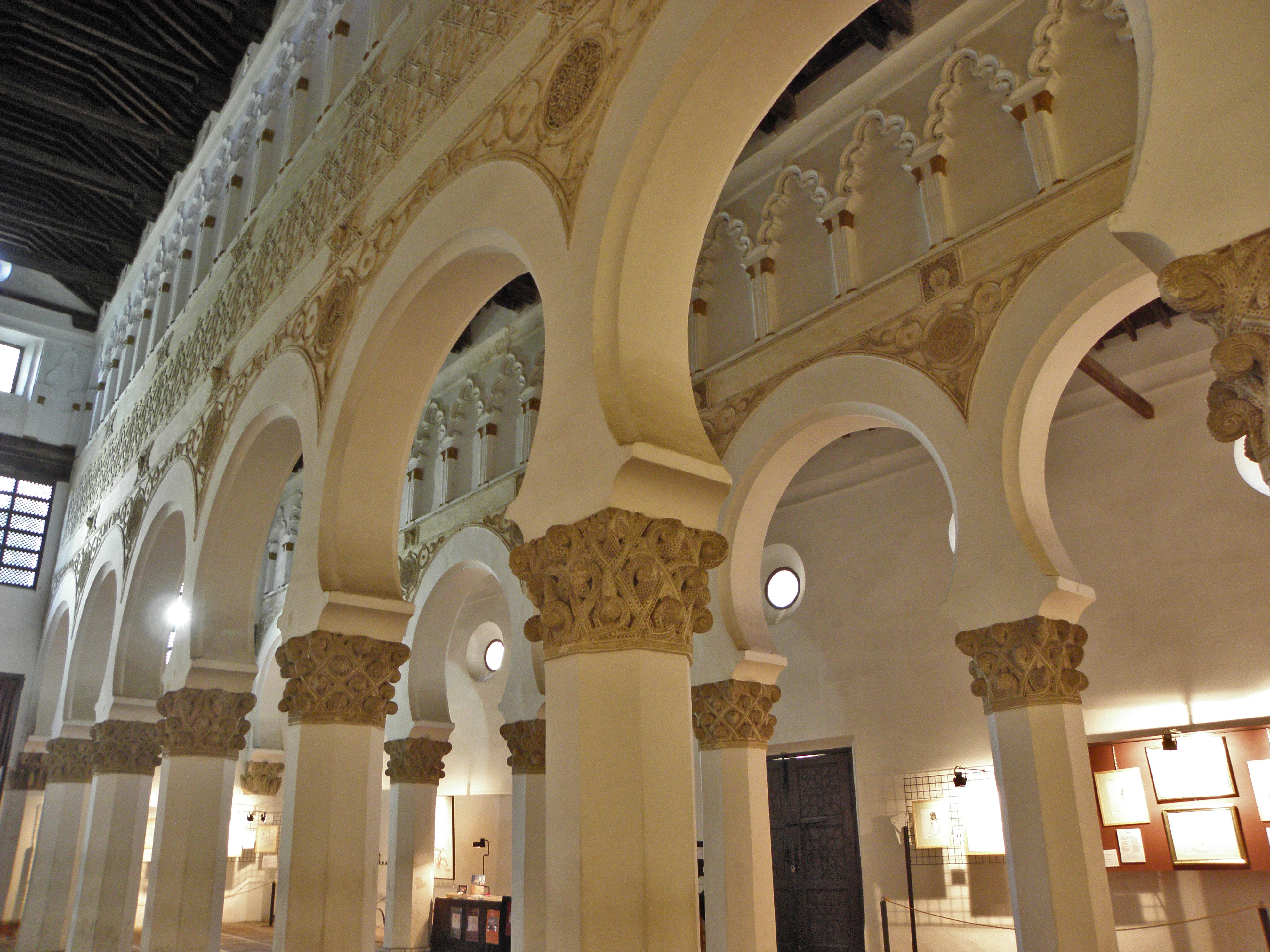
Nau (1)
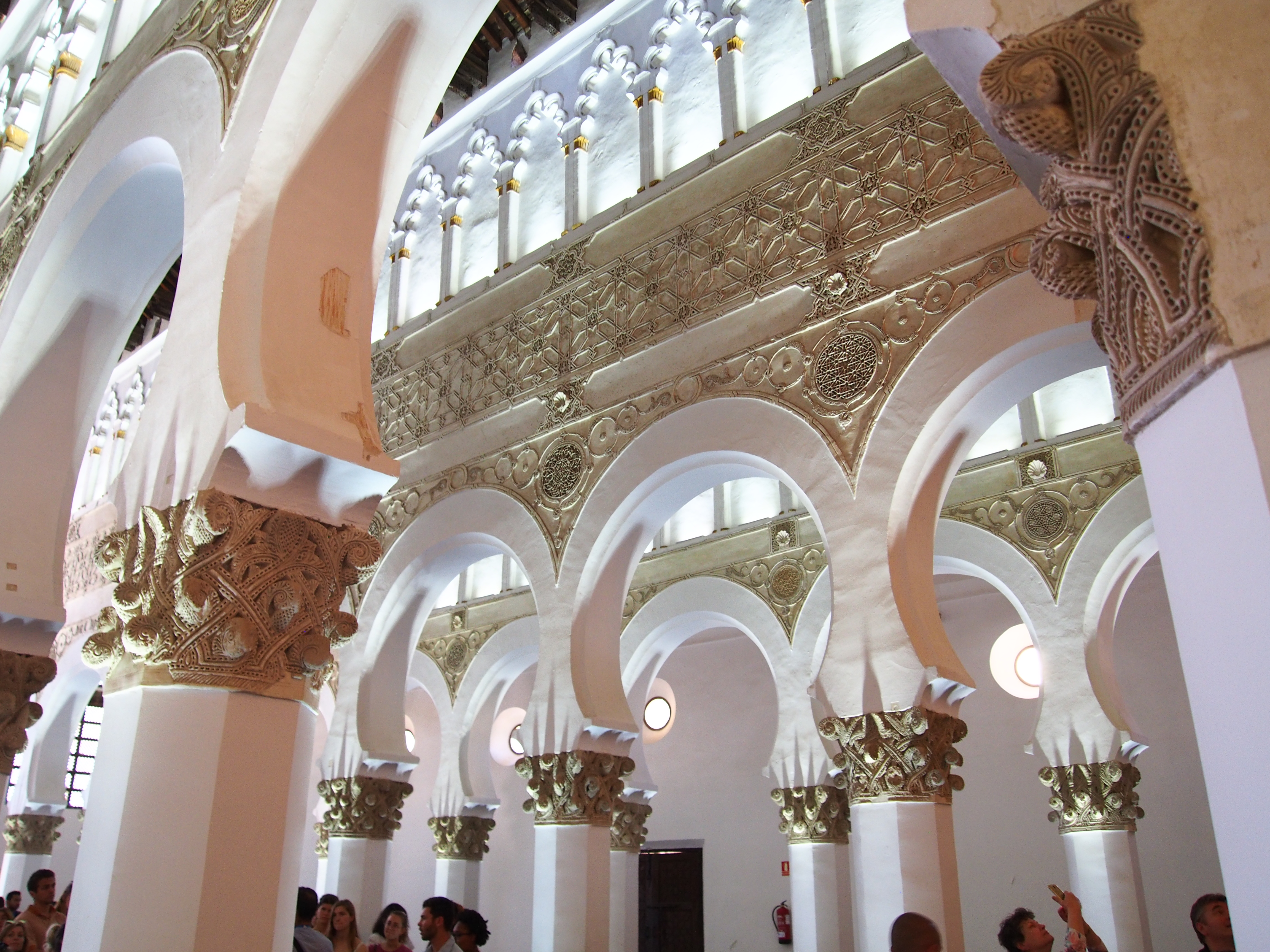
Nau (2)
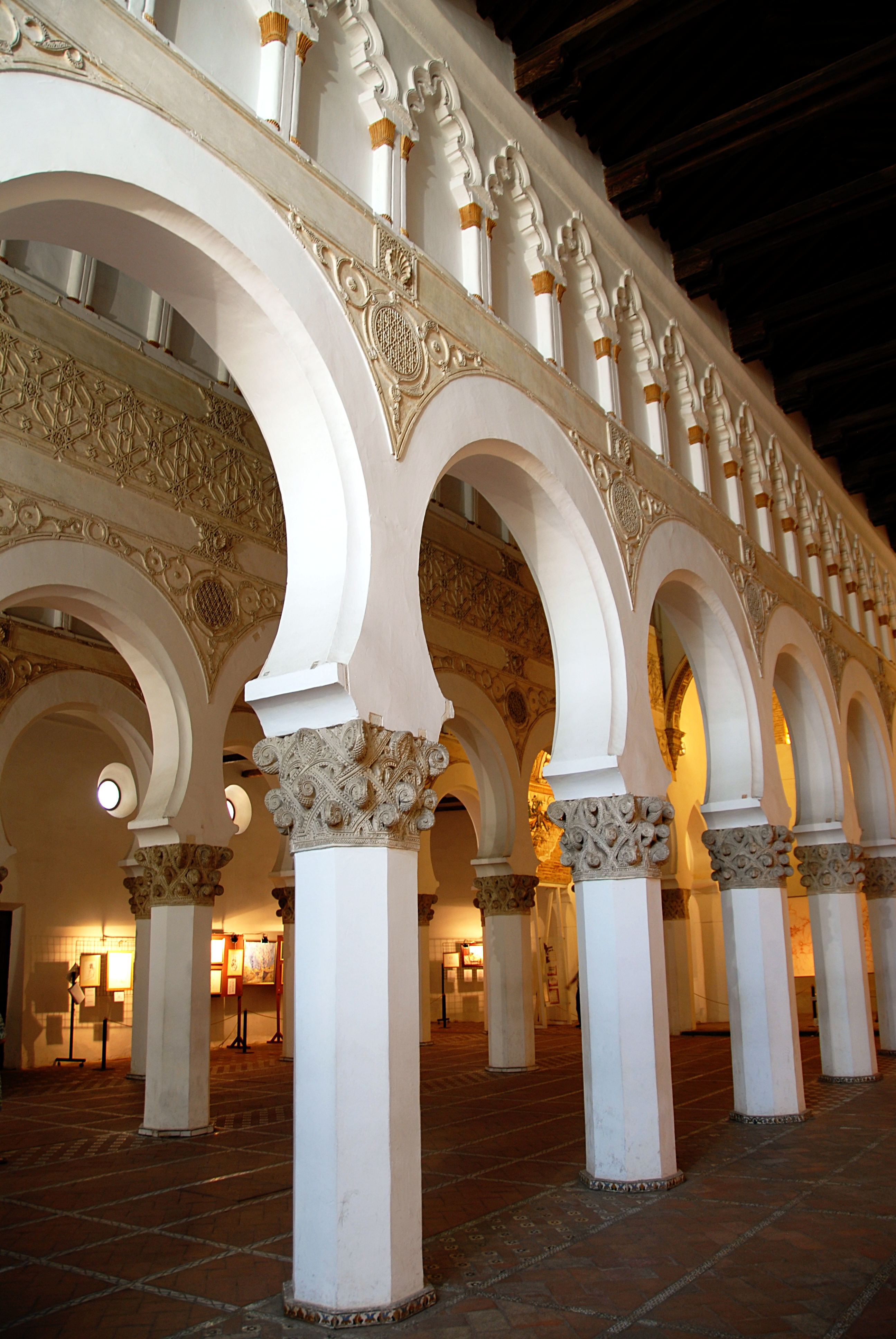
Arcuacions i enteixinat
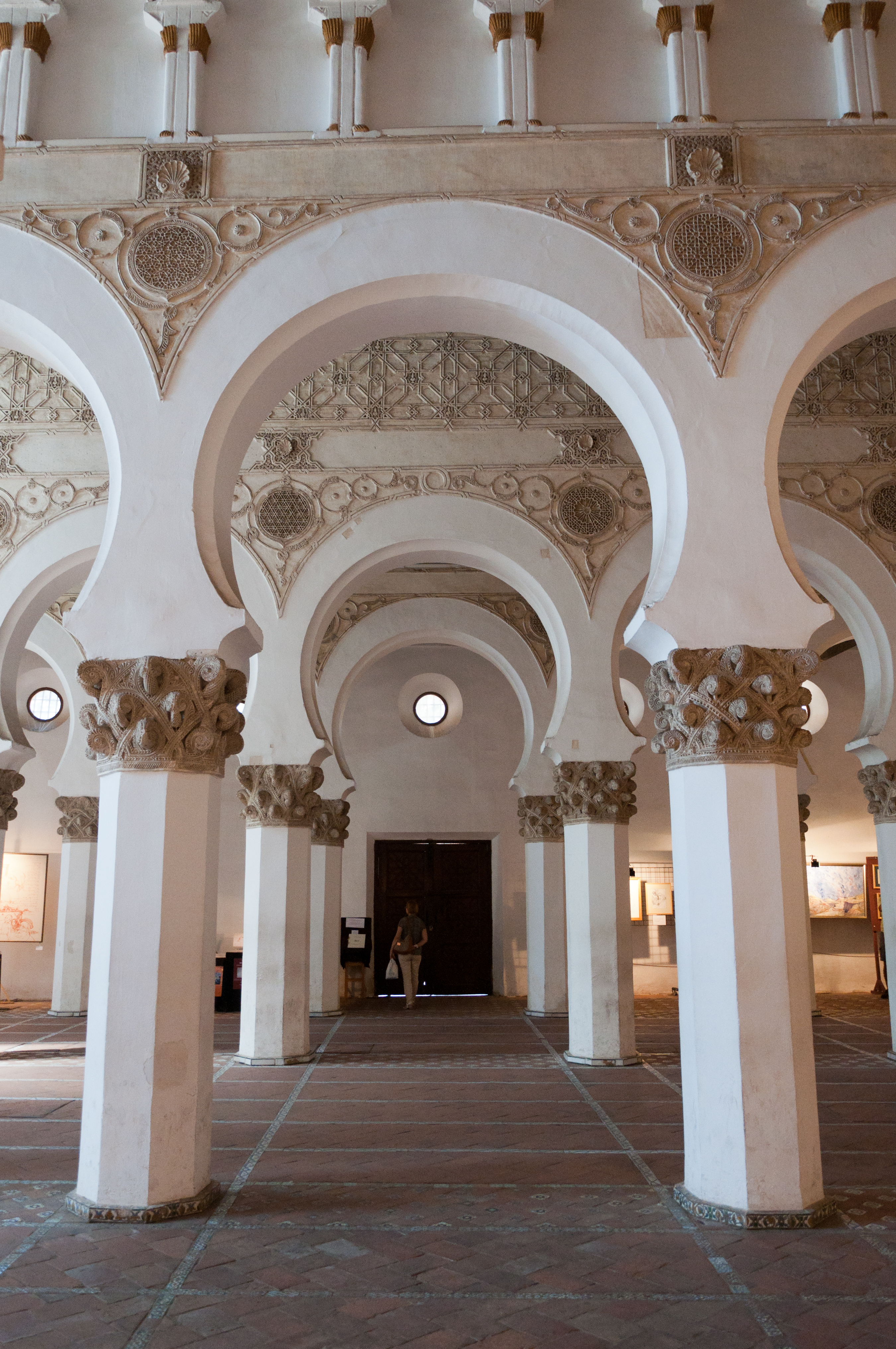
Arcs de ferradura i pilars
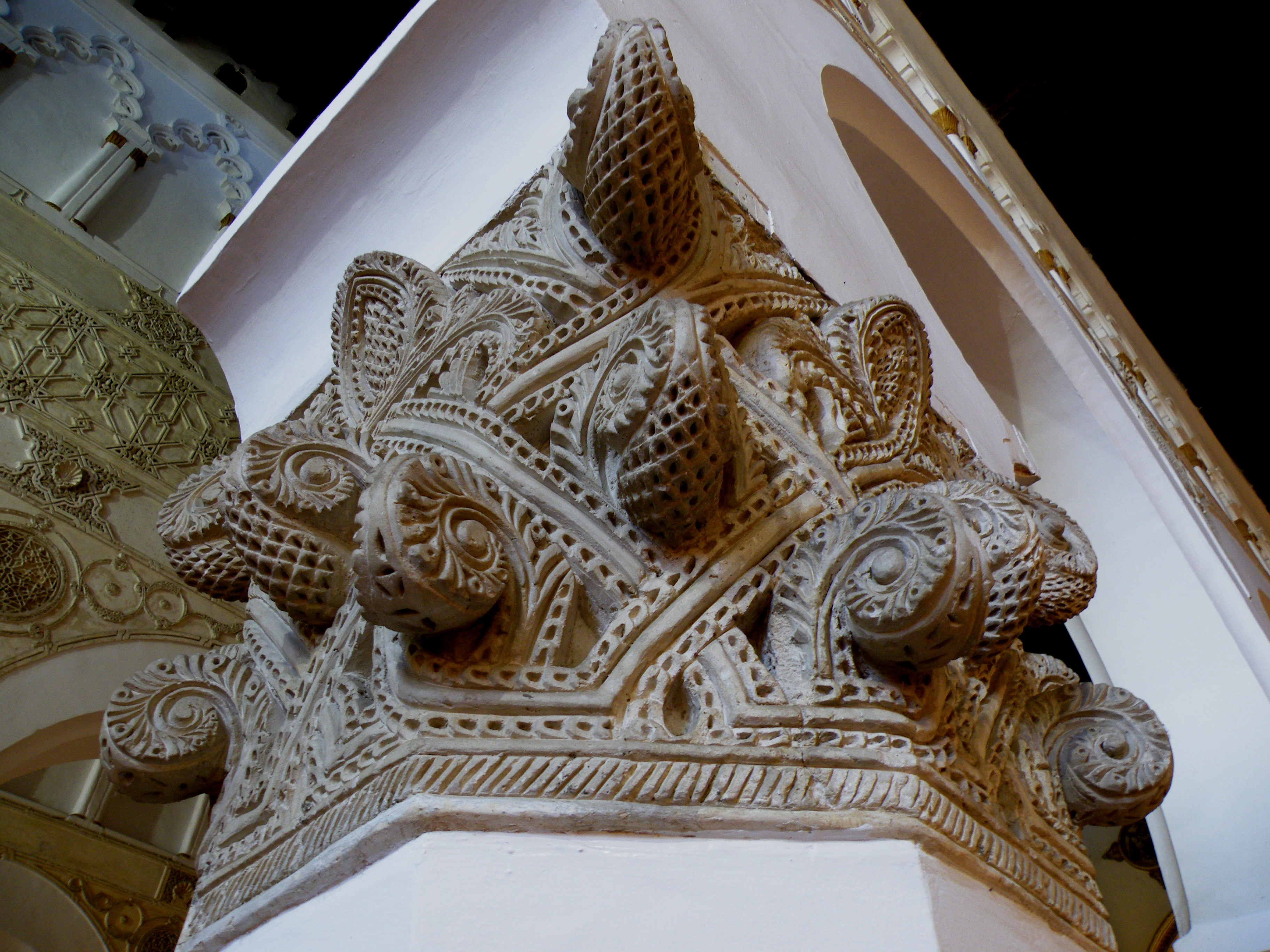
Pilar
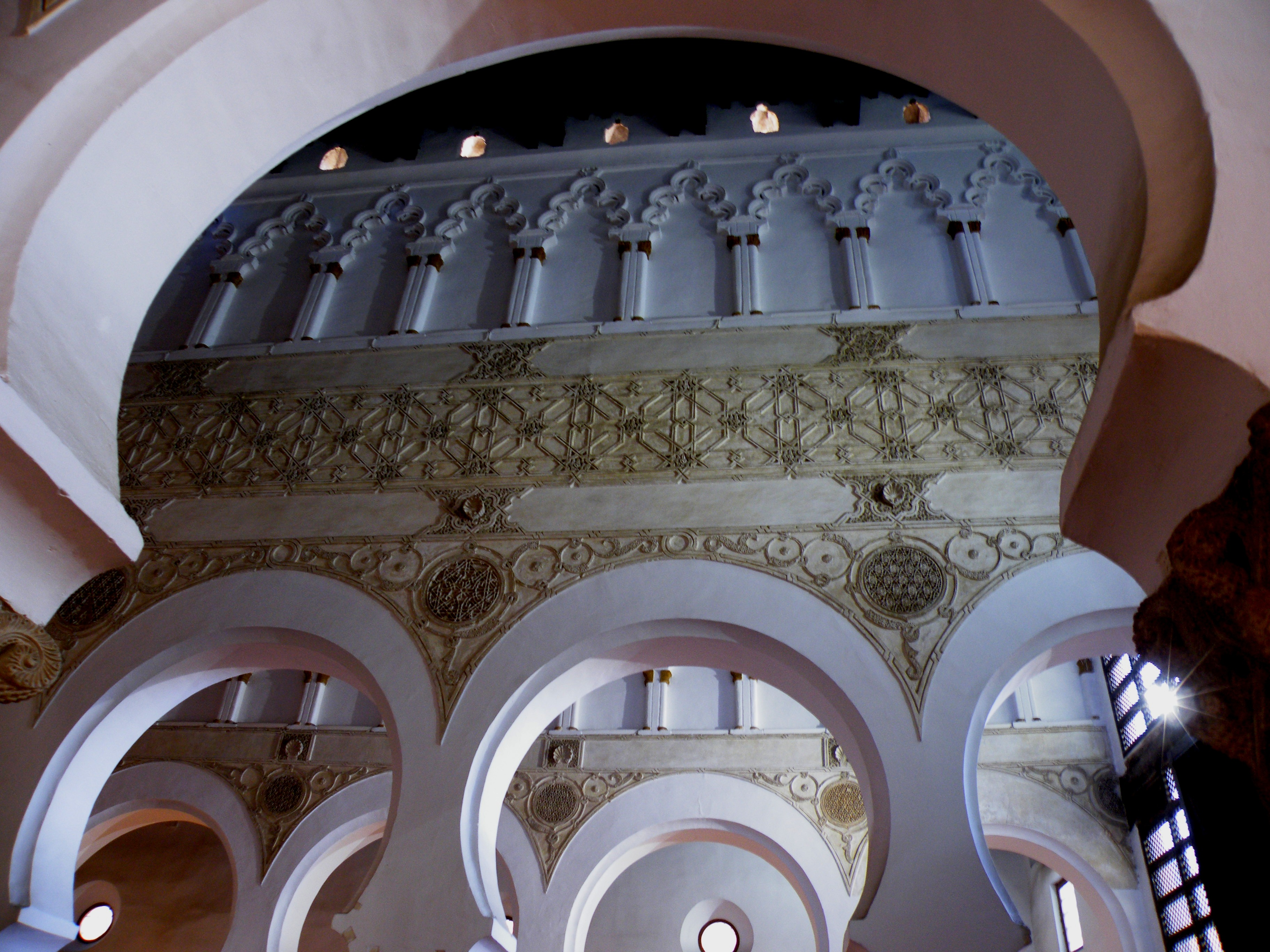
Enguixats
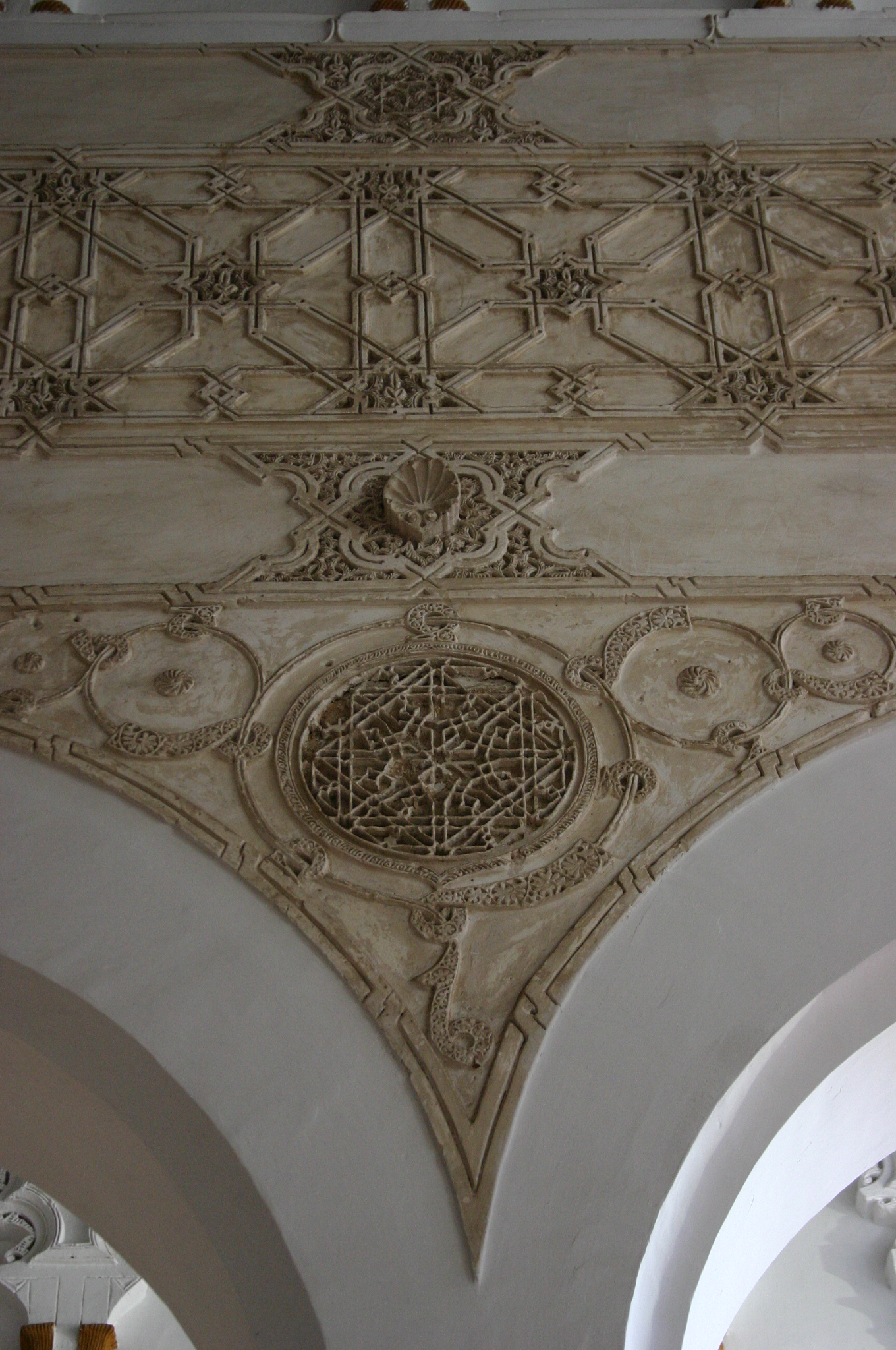
Detall ornamental
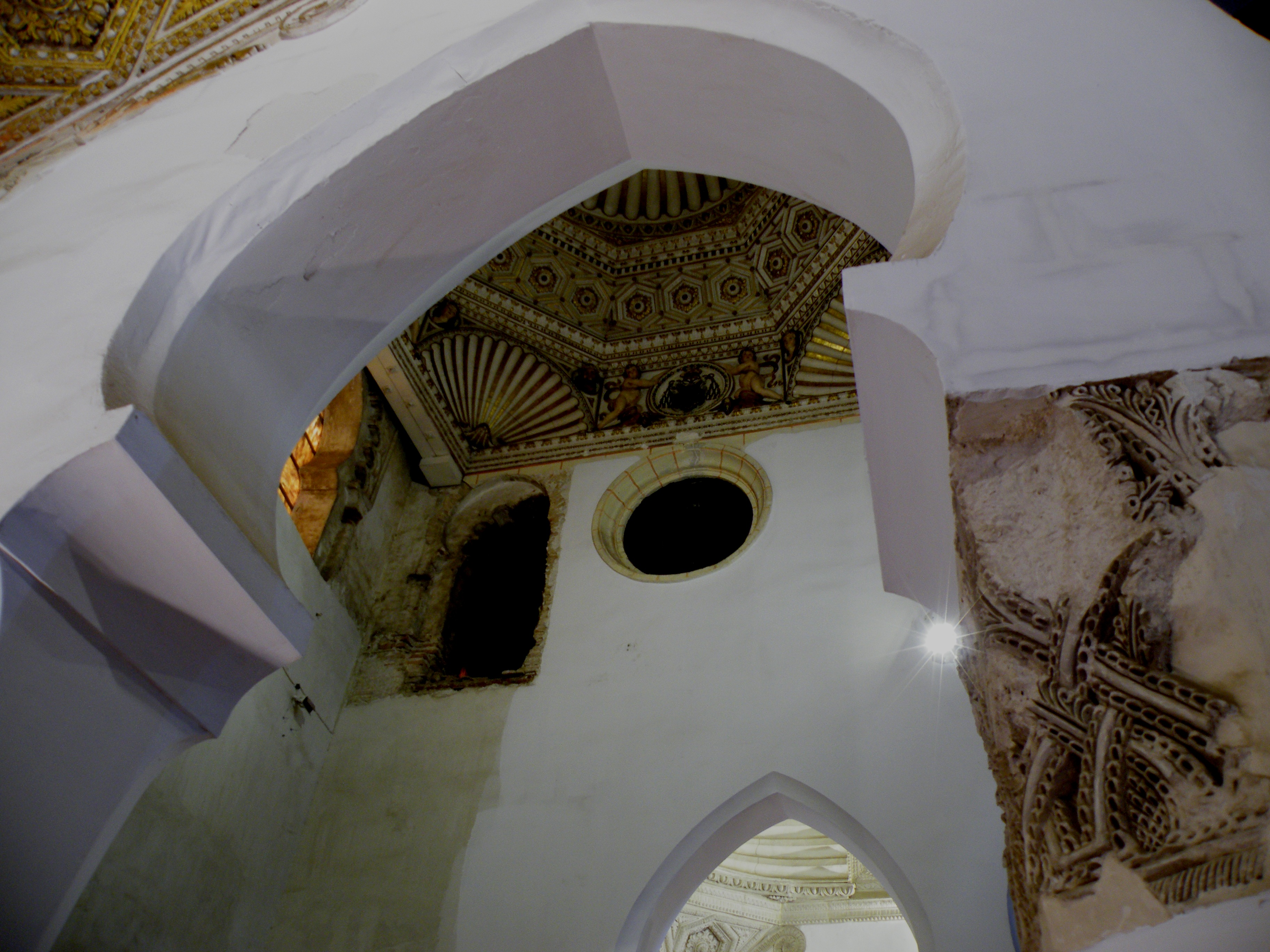
Arc apuntat
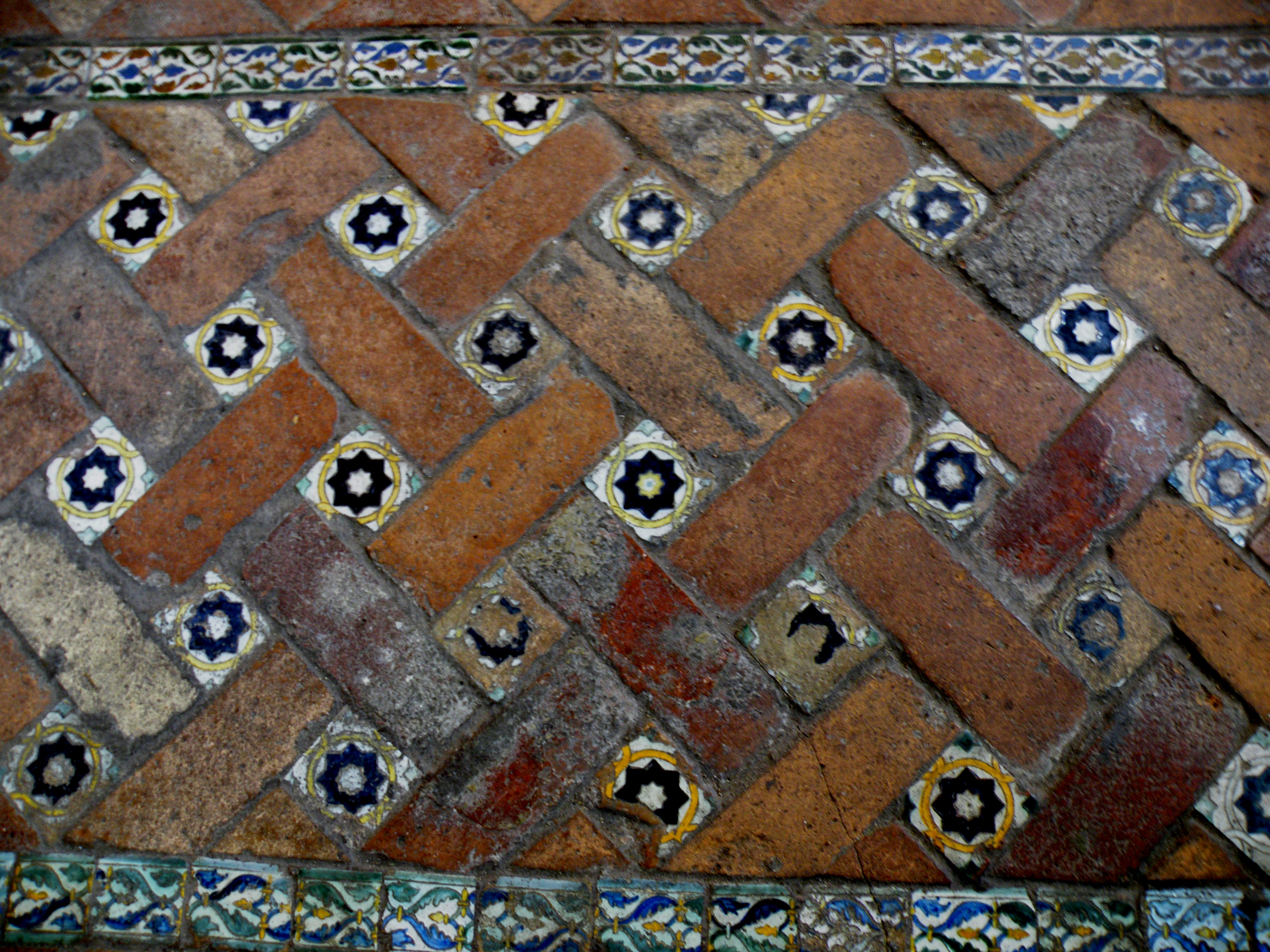
Pis amb mosaics
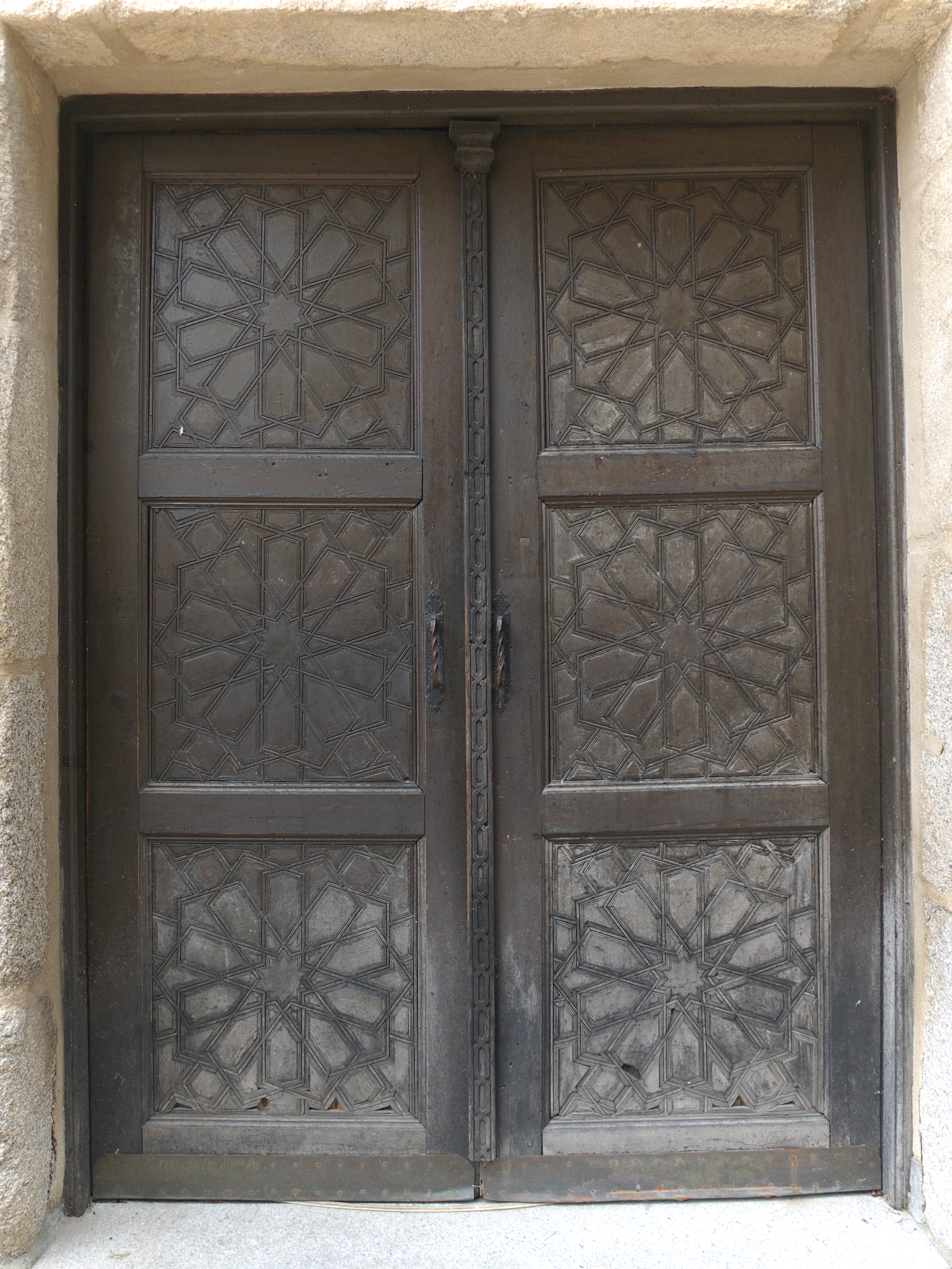
Porta
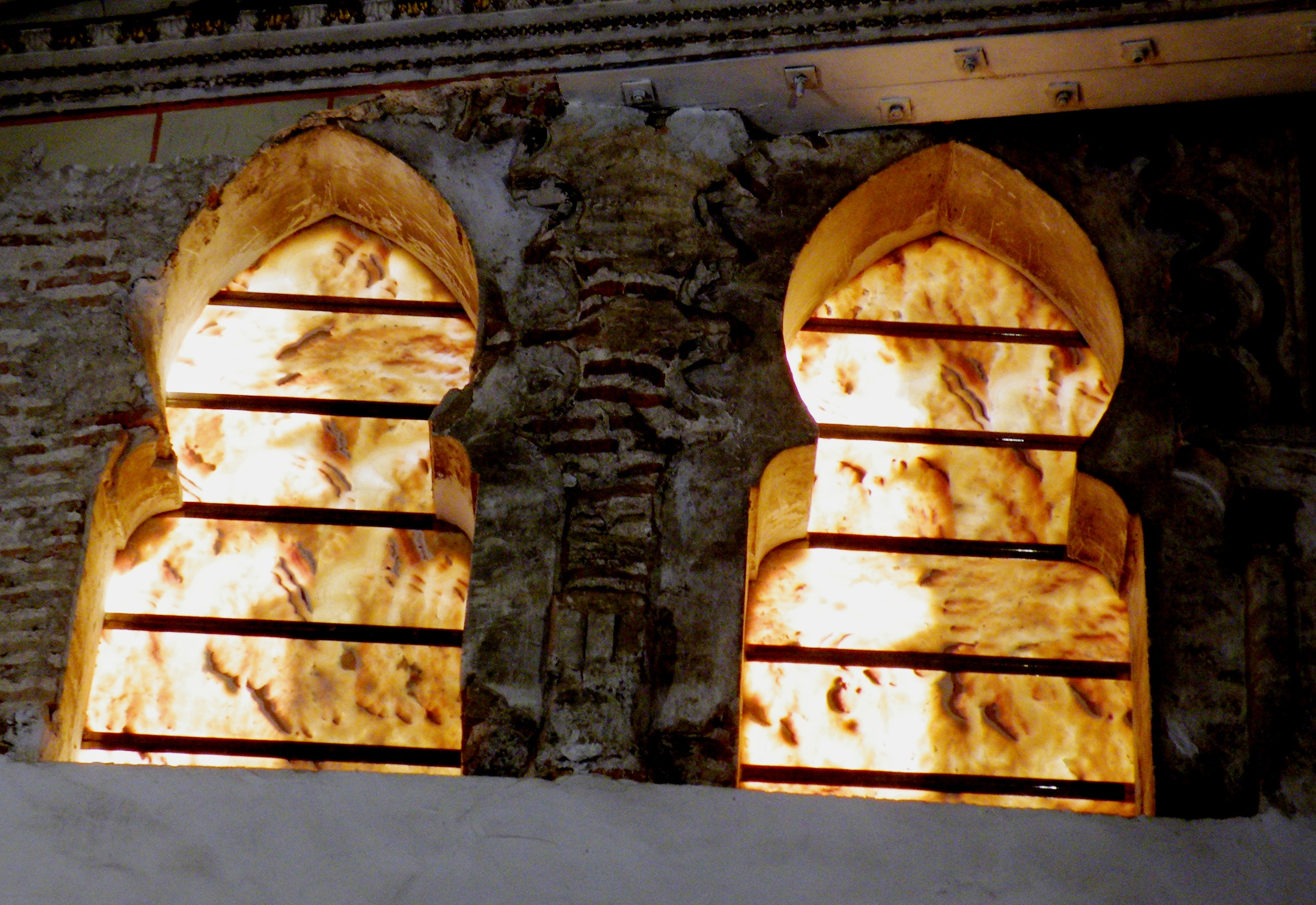
Ventilació